# Ökölvívó-hírességek Csarnoka
Az Ökölvívó-hírességek Csarnoka (International Boxing Hall of Fame) a New York állambeli Canastotában található.
A múzeum létrejöttét a Ring Magazin támogatta, és éveken át a New York-i Madison Square Garden Aréna adott otthont neki. 1990-ben Ed Brophy tiszteletére Carmen Basilio és Billy Backus közreműködésével Canastota falujába költözött a múzeum, és a mai napig itt lehet megtekinteni az ökölvívók gazdag történelmét.
A nyílt napokon általában részt vesznek volt ökölvívó-világbajnokok és hollywoodi sztárok is. Ha egy ökölvívó visszavonul, öt évet kell várni, hogy beválasszák a Hírességek csarnokába, de ebben a tekintetben is van kivétel: van, akit már előbb vagy később választanak be a Hírességek Csarnokába, nagyon kivételes esetben beválaszthatnak aktív ökölvívót is, bár ez nem gyakori. 
Majdnem minden évben összeül egy társaság, amely szavaz arról, hogy ki kerülhet be a Hírességek Csarnokába.

## A Hírességek Csarnokának tagjai
| Beválasztás éve | Ökölvívó                  | Visszavonulás óta eltelt idő (NV: nem vonult vissza) |
| --------------- | ------------------------- | ---------------------------------------------------- |
| 1990            | Muhammad Ali              | 4 év                                                 |
| 1990            | Henry Armstrong           | 45 év                                                |
| 1990            | Carmen Basilio            | 28 év                                                |
| 1990            | Joe Frazier               | 8 év                                                 |
| 1990            | Kid Gavilan               | 32 év                                                |
| 1990            | Emlie Griffith            | 13 év                                                |
| 1990            | Jake LaMotta              | 36 év                                                |
| 1990            | Joe Louis                 | 39 év                                                |
| 1990            | Rocky Marciano            | 5 év                                                 |
| 1990            | Carlos Monzon             | 13 év                                                |
| 1990            | Achie Moore               | 27 év                                                |
| 1990            | Jose Napoles              | 15 év                                                |
| 1990            | Willie Pep                | 24 év                                                |
| 1990            | Ray Robinson              | 25 év                                                |
| 1990            | Sandy Saddler             | 34 év                                                |
| 1990            | Jersey Joe Walcott        | 37 év                                                |
| 1990            | Jack Dempsey              | 63 év                                                |
| 1990            | Harry Geb                 | 64 év                                                |
| 1990            | Jack Johnson              | 58 év                                                |
| 1990            | Sam Langford              | 64 év                                                |
| 1990            | Gene Tunney               | 62 év                                                |
| 1991            | Gene Fullmer              | 27 év                                                |
| 1991            | Rocky Graziano            | 38 év                                                |
| 1991            | Sonny Liston              | 21 év                                                |
| 1991            | Floyd Patterson           | 19 év                                                |
| 1991            | Salvador Sanchez          | 9 év                                                 |
| 1991            | Dick Tiger                | 21 év                                                |
| 1992            | Alexis Arguello           | NV (1995)                                            |
| 1992            | Eder Jofre                | 16 év                                                |
| 1992            | Ken Norton                | 11 év                                                |
| 1992            | Max Schmeling             | 44 év                                                |
| 1993            | Joey Giardello            | 26 év                                                |
| 1993            | Marvin Hagler             | 6 év                                                 |
| 1994            | Wilfred Benítez           | 4 év                                                 |
| 1994            | Joey Maxim                | 36 év                                                |
| 1994            | Michel Spinks             | 5 év                                                 |
| 1995            | Bob Montgomery            | 45 év                                                |
| 1996            | Nino Benvenuti            | 25 év                                                |
| 1996            | Aaron Pryor               | 6 év                                                 |
| 1997            | Ray Leonard               | NV (1997)                                            |
| 1997            | Jose Torres               | 28 év                                                |
| 1998            | Mathew Saad Muhammad      | 6 év                                                 |
| 1999            | Vicente Saldivar          | 26 év                                                |
| 2000            | Bobo Olson                | 34 év                                                |
| 2001            | Ismael Laguna             | 30 év                                                |
| 2001            | Papp László               | 37 év                                                |
| 2001            | Willie Pastrano           | 36 év                                                |
| 2002            | Pipino Cuevas             | 13 év                                                |
| 2002            | Jeff Fenech               | NV (2008)                                            |
| 2002            | Leonardo e Souza Carvalho | 40 év                                                |
| 2002            | Ingemar Johansson         | 39 év                                                |
| 2003            | Curtis Cokes              | 29 év                                                |
| 2003            | George Foreman            | 4 év                                                 |
| 2003            | Mike McCallum             | 6 év                                                 |
| 2004            | Azumah Nelson             | NV (2008)                                            |
| 2004            | Carlos Palomino           | 6 év                                                 |
| 2004            | Muhammad Qawi             | 6 év                                                 |
| 2005            | Bobby Chacon              | 17 év                                                |
| 2005            | Dulio Loi                 | 43 év                                                |
| 2005            | Terry Norris              | 7 év                                                 |
| 2007            | Roberto Duran             | 7 év                                                 |
| 2007            | Pernell Whitaker          | 6 év                                                 |
| 2008            | Larry Holmes              | 5 év                                                 |
| 2009            | Lennox Lewis              | 5 év                                                 |
| 2011            | Julio Cesar Chavez        | 6 év                                                 |
| 2011            | Kostya Tszyu              | 6 év                                                 |
| 2011            | Randy Turpin              | 47 év                                                |
| 2011            | Sylvester Stallone        | NV (színész)                                         |
| 2011            | Mike Tyson                | 3 év                                                 |